# Kumanasamuha novozelandica
Kumanasamuha novozelandica är en svampart som beskrevs av L. Hunter & W.B. Kendr. 1977. Kumanasamuha novozelandica ingår i släktet Kumanasamuha, divisionen sporsäcksvampar och riket svampar.   Inga underarter finns listade i Catalogue of Life.